# Iglesia de Santa Eulalia (Esparraguera)
La iglesia de Santa Eulalia se encuentra situada en el centro de la localidad española de Esparraguera en la comarca catalana del Bajo Llobregat de la provincia de Barcelona.

## Historia
Su construcción en el año 1587 se llevó a cabo para suplir en las funciones de iglesia parroquial a la antigua románica de Santa María del Puig que se encontraba alejada de la población. Su bendición tuvo lugar en el año 1612. Durante la primera guerra carlista fue ocupada por las tropas isabelinas haciéndola servir como cuartel. Se encargó su reconstrucción al arquitecto Elías Rogent en 1886, siendo abierta nuevamente al culto en 1874. Sufrió grandes destrozos durante la guerra civil española y fue nuevamente objeto de una nueva reforma posteriormente.

## Descripción
El edificio es de estilo gótico con la decoración ya renacentista. Consta de una sola nave con cubierta de bóveda de crucería y con un ábside heptagonal en la cabecera, los tramos de la nave esta separados por arcos de medio punto y entre los contrafuertes se encuentran las capillas laterales.
En el exterior, en la fachada principal se encuentra un gran mural de cerámica realizado por Enric Serra. Las puertas laterales están enmarcadas por columnas dóricas. El campanario de 60 metros de altura es de planta cuadrada, a partir del segundo piso se convierte en ochavado, se terminó su construcción en el año 1636.